# Georgskirche (Weil am Rhein)

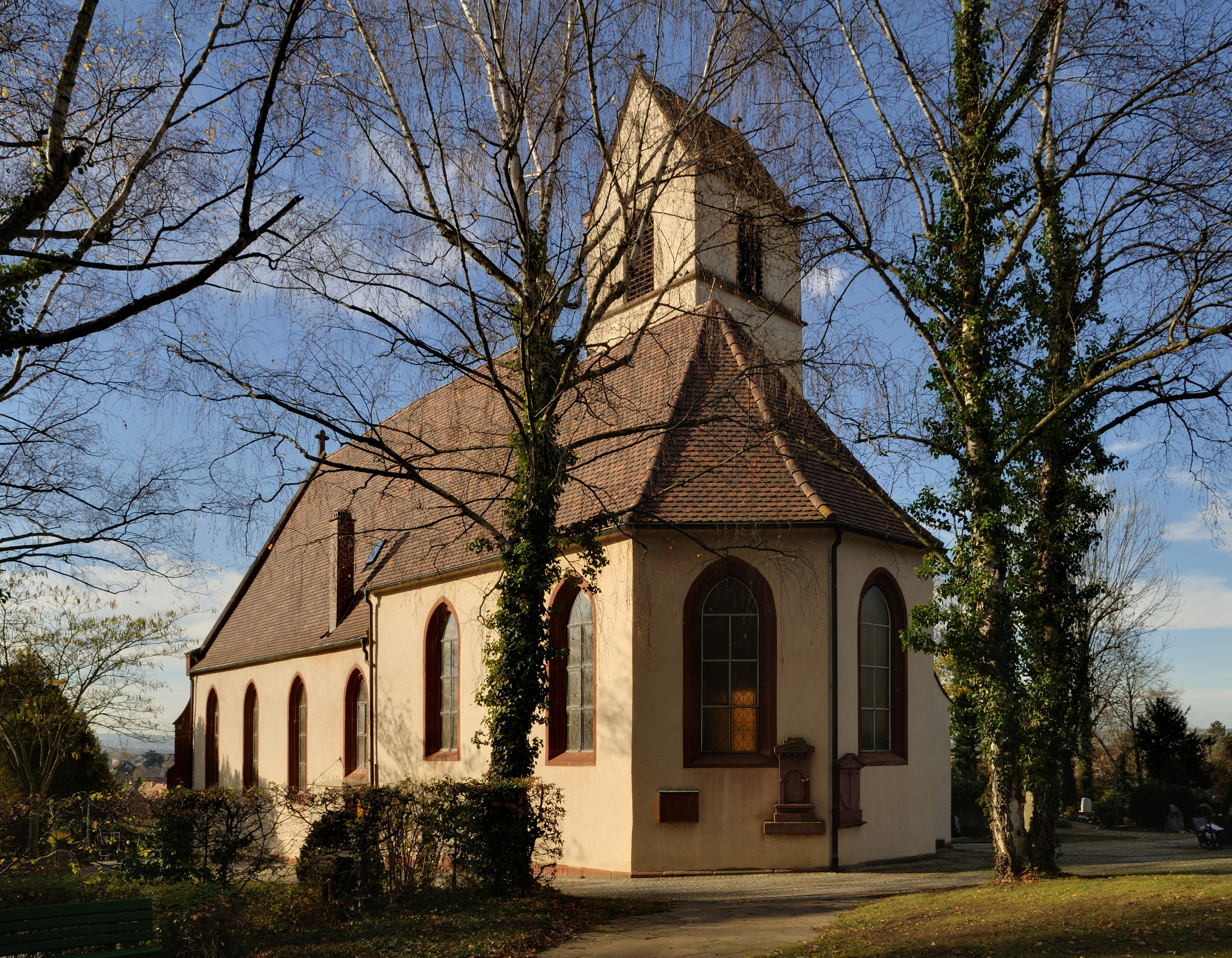
Georgskirche

Die Georgskirche im südbadischen Weil am Rhein ist eine evangelische Pfarrkirche im Stadtteil Haltingen, am Fuße des Tüllinger Bergs gelegen. Die ursprünglich gotische Kirche wurde 1139 zum ersten Mal schriftlich erwähnt; ihre heutige Gestalt und Bausubstanz hat sie hauptsächlich aus dem Jahr 1718. In der Kirche werden regelmäßig Konzerte abgehalten.

## Geschichte
Erstmals erwähnt („Haltinchen cum ecclesia“) wurde die Kirche 1139 in einer päpstlichen Bulle des Papstes Innozenz II. Fundamente aus römischer Zeit erscheinen möglich, sind allerdings nicht nachgewiesen. Von der ursprünglichen Kirche der Gotik sind der Turm mit gewölbter Halle, die rundbogigen Klangarkaden, das Satteldach und ein kleiner Kapellraum erhalten geblieben, der heute als Sakristei dient. Im Jahr 1468 wird der Sakralbau zum ersten Mal als St.-Georgs-Kirche erwähnt: „sant Georgien Kirche zu Haltingen“. In der Zeit der Reformation im Markgräflerland um 1530 wurde die Kirche in unbekanntem Ausmaß umgebaut. Die Pfarrei war in dieser Zeit mit der Ötlingens vereint, wurde 1585 jedoch wieder selbstständig.
Während des Dreißigjährigen Kriegs erlitt die Kirche schwere Beschädigungen. Sie wurde auch mit Hilfe der Spenden der Bevölkerung wieder aufgebaut. Durch die Schlacht bei Friedlingen 1702 wurde sie erneut schwer ruiniert.
Langhaus und Chor erhielten das heutige Aussehen 1718. Die erste Orgel mit zwölf Registern wurde 1755 angeschafft.
Bis 1934 hing die Sebastiansglocke aus dem Jahr 1570 im Turm, die vermutlich in Basel gegossen wurde. Sie befindet sich heute im Dreiländermuseum in Lörrach und ist die zweitälteste Kirchenglocke des Markgräflerlands. Im Jahr 1956 wurde die Orgel im Zuge von Innenrenovierungsmaßnahmen von der Empore im Chor entfernt und auf die Ebene des Altars gesetzt.

## Beschreibung

### Lage und Kirchenbau

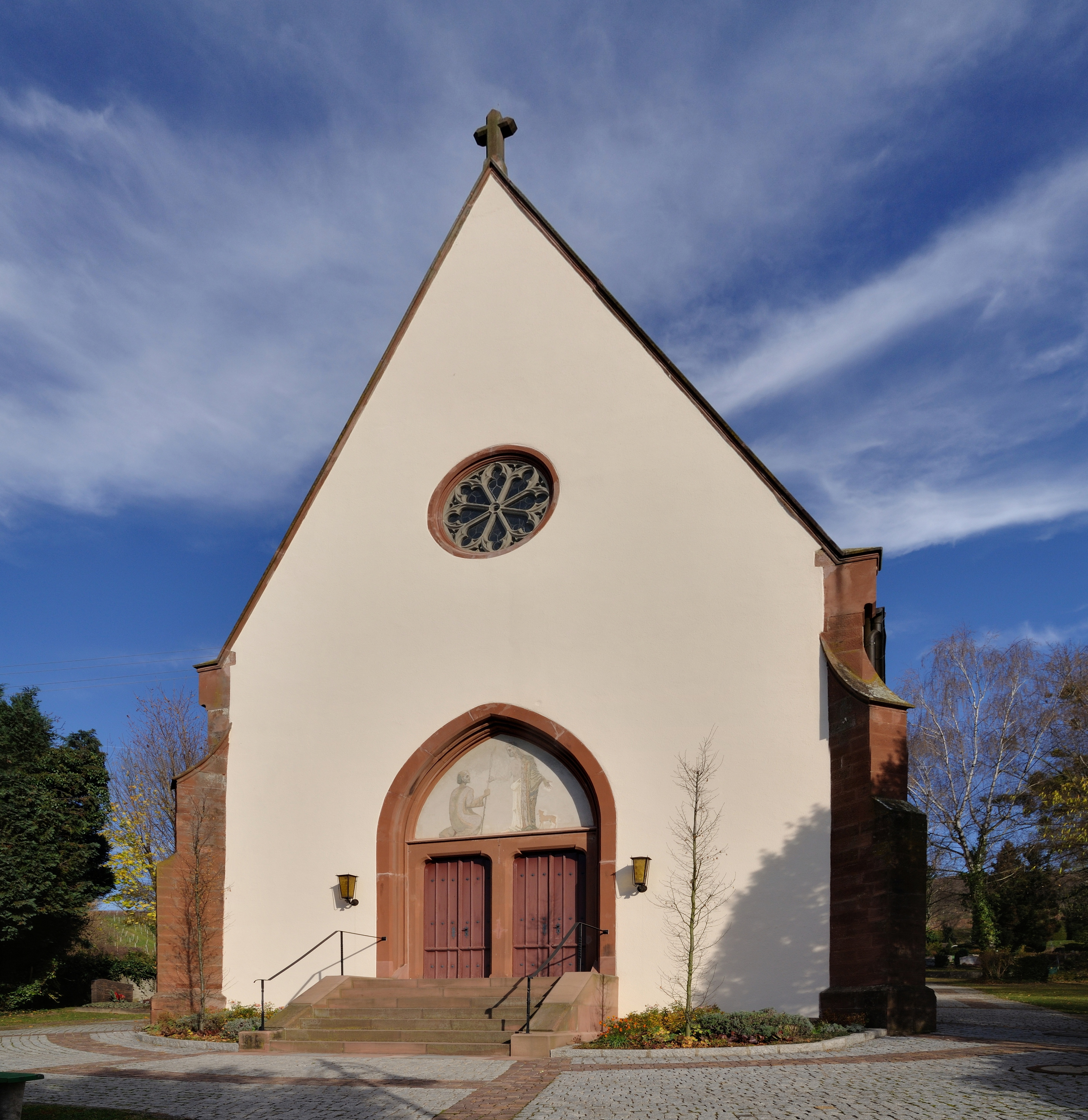
Westfassade mit Hauptportal

Die Kirche steht heute östlich des Dorfkerns von Haltingen und damit etwas erhöht am Westhang des Tüllinger Bergs. Ursprünglich befand sich an der Kirche der Kern des Dorfes, der sich im Zuge der baulichen Entwicklung im 19. und 20. Jahrhundert westwärts verlagerte. Die Kirche wird vom Haltinger Friedhof umschlossen. Neben Epitaphen im Inneren und Äußeren der Kirche findet sich vor ihrem Haupteingang ein Denkmal an die Kriegsgefallenen des Ersten und Zweiten Weltkriegs.
Das mit einem Satteldach bedeckte Langhaus bezieht teilweise den Glockenturm mit ein. Die Längsseiten haben je vier spitzbogige, hohe Fenster. Chor und Turm sind beide an der Ostseite des Langhauses angebaut. Der Chor hat im Vergleich zum Hauptbau ein etwas niedrigeres, abgewalmtes Dach, der Turm ein quer zum Langhaus ausgerichtetes Satteldach. Das nach Westen gerichtete Hauptportal zeigt in einem Spitzbogen ein von Heinrich Schaufelberger gemaltes Bild. Oberhalb des Portals ist im Dachgiebel eine Fensterrosette eingebaut.

### Innenraum und Ausstattung
Im Inneren der Georgskirche haben sowohl Chor wie auch Langhaus flach eingelassene Decken. Bis zum Umbau in den 1950er-Jahren befand sich ein Triumphbogen zwischen beiden Gebäudeteilen. Die jetzt auf der Südseite angebrachte Kanzel stand vor der Renovierung an der Nordseite. Die Empore, die sich an der Nord- und Westwand erstreckt, hatte man aus Platzgründen zusätzlich eingebaut.

### Glocken und Orgel
Das heutige vierstimmige Geläut besteht aus einer Bronzeglocke aus dem 17. Jahrhundert und drei Glocken aus Eisenhartguss aus dem 20. Jahrhundert:
| Name                     | Schlagton | Gussjahr | Gießer                                            |
| ------------------------ | --------- | -------- | ------------------------------------------------- |
| Vier-Evangelisten-Glocke | c′′       | 1688     | Onofrion Roth und Hans Heinrich Weitenauer, Basel |
| Christusglocke           | f′        | 1948     | J. F. Weule, Bockenem                             |
| Lutherglocke             | as′       | 1948     | J. F. Weule, Bockenem                             |
| Friedensglocke           | b′        | 1948     | J. F. Weule, Bockenem                             |

Die heutige Orgel geht auf einen Neubau der Waldshuter Werkstatt Kienle aus dem Jahr 1889 zurück. Das Instrument arbeitete ursprünglich mit Kegellade und verfügte über ein Manual, Pedal und zwölf Register mit pneumatischer Traktur. 1901 erweiterte H. Voit & Söhne aus Durlach es um ein Manual und vier Register; 1937 baute Welte aus Freiburg ein weiteres Register ein.
In den Jahren 1956 bis 1958 stellte G. F. Steinmeyer & Co. das Werk auf elektro-pneumatische Traktur um. 1980 wurde ein Neubau unter Verwendung der vorhandenen Register vorgenommen, wobei die Orgel eine Schleiflade erhielt. Sie verfügt nun über zwei Manuale, Pedal und 25 Register. Das Werk wurde 2007 Renoviert.

### Epitaphe

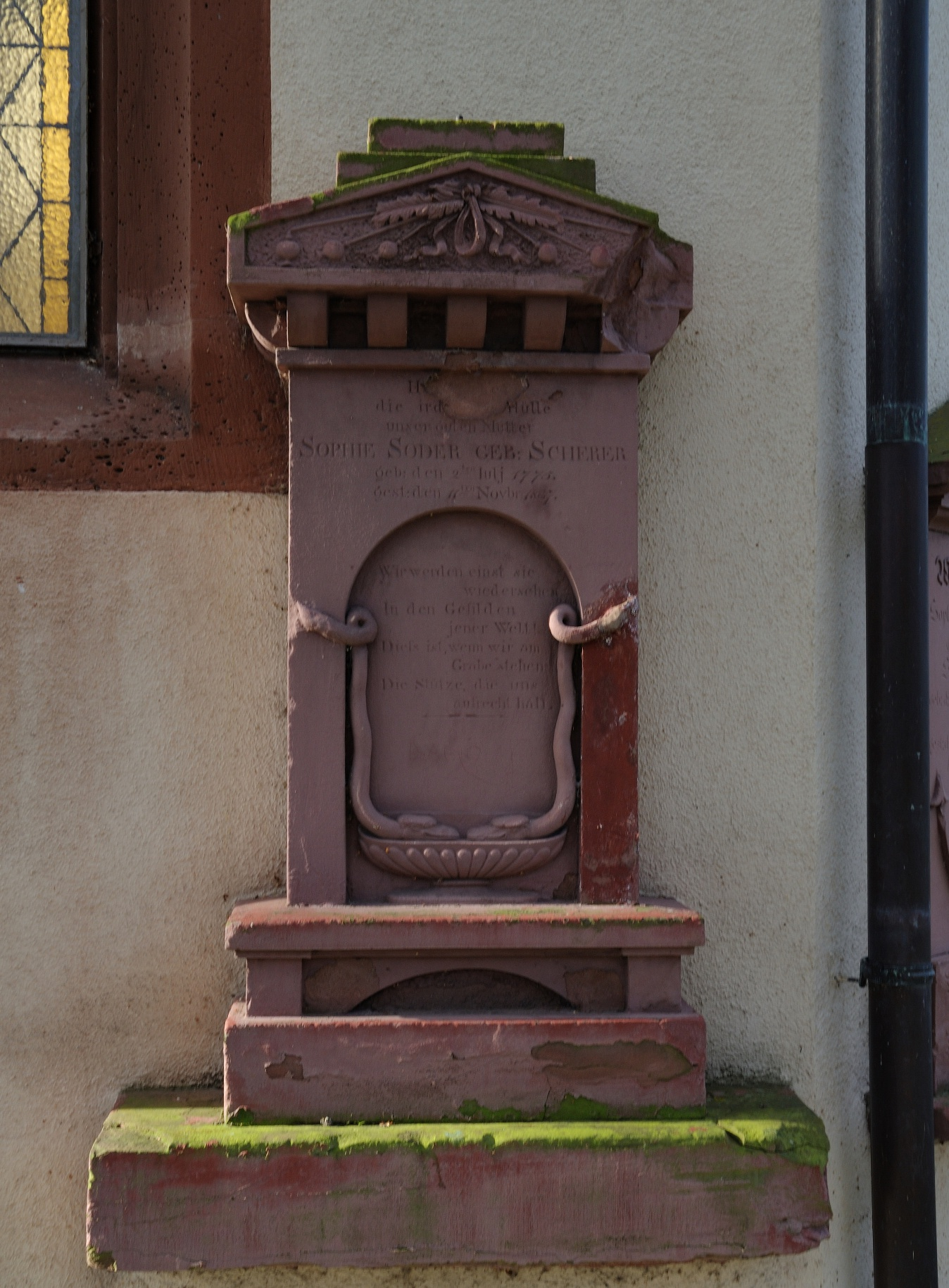
Epitaph an der Choraußenseite

In der Nordwand im Chor befinden sich zwei Epitaphe, die an Elisabetha Eckhartin, geb. Hürlin († 14. Februar 1694), Ehefrau des Pfarrers Emanuel Eckhart und an M. Emanuel Eccard, Pfarrer († 23. Januar 1703) erinnern.
An der Ostwand des Langhauses stehen drei Gedenktafeln für Carolus Sigismund († ??. August 1692), Johann Rubi, Vogt († 4. Juli 1684) und Isaak Fockler († 12. September 1666). Ein weiteres Epitaph an der Nordwand gedenkt David Germanns, Pfarrer († 3. September 1777).
An der Choraußenwand erinnern Tafeln an Wilhelm Glock, Pfarrer († 27. September 1924), Sophie Soder, geb. Scherer († 11. November 1887), Sophia Bruder, geb. Soder († 21. Mai 1833) und ihren Sohn Jac. Friedrich Bruder († 19. November 1835).